# Paulina Olszynski
Paulina Olszynski (30 de outubro de 1991) é uma atriz americana. Ela tingirá o cabelo de ruivo, para as gravações que devem começar em fevereiro de 2013. Ela é conhecida pelo papel de Brittany no filme de terror A Sétima Alma.

## Filmografia
| Séries | Séries                   | Séries                             | Séries        | Séries         |
| Ano    | Título Original          | Título no Brasil                   | Papel         | Notas          |
| ------ | ------------------------ | ---------------------------------- | ------------- | -------------- |
| 2006   | Grey's Anatomy           | Grey's Anatomy                     | Lisa          | 1 episódio     |
| 2007   | Lincoln Heights          | Lincoln Heights                    | Oris          | 1 episódio     |
| 2007   | Aliens in America        | Raja                               | Debbie        | 1 episódio     |
| 2009   | CSI: Miami               | CSI: Miami – Investigação Criminal | Lauren Reeger | 1 episódio     |
| 2009   | Wizards of Waverly Place | Os Feiticeiros de Waverly Place    | Tutora        | 1 episódio     |
| 2009   | Two and a Half Men       | Dois Homem e Meio                  | Trudy         | 1 episódio     |
| 2009   | Gary Unmarried           | Gary Unmarried                     | Melissa       | 1 episódio     |
| Filmes |                          |                                    |               |                |
| Ano    | Título Original          | Título no Brasil                   | Papel         | Notas          |
| 2008   | Samaritan                | Samaritan                          | Daughter      | Curta-Metragem |
| 2010   | My Soul to Take          | A Sétima Alma                      | Brittany      | coadjuvante    |